# Neorhabditus flagellicaudatus
Neorhabditus flagellicaudatus är en rundmaskart. Neorhabditus flagellicaudatus ingår i släktet Neorhabditus och familjen Rhabditidae. Inga underarter finns listade i Catalogue of Life.